# Anfibia
Anfibia és una revista digital de cròniques i relats de no-ficció impulsada per la Universidad Nacional de General San Martín (Buenos Aires). Va néixer el 14 de maig de 2012 com a acció del projecte Lectura Mundi de la universitat, amb el suport de la Fundació Gabriel García Márquez per al Nou Periodisme Iberoamericà. El nom neix a partir de la voluntat de la revista d'unir la producció acadèmica i la narrativa periodística. Hi col·laboren autors com Julio Villanueva Chang, Martín Caparrós, Leila Guerriero i Juan Pablo Meneses. Anfibia parteix de precedents de periodisme narratiu a Amèrica Llatina com Gatopardo, Etiqueta Negra i El Malpensante. Encara que inicialment els seus impulsors es plantegessin publicar-la en paper, la seva inviabilitat va fer-los apostar pel model digital. El setembre de 2012 va rebre una mitjana de 35.000 visites mensuals.